# George Chalmers (történész)
George Chalmers (Fochabers, Moray, 1742. – London, 1825. május 31.) skót történész, közgazdász, politikai író.

## Pályája
Edinburgh-ban jogot végzett és mint ügyvéd hosszabb időn át Amerikában tartózkodott. 1775-ben visszatért Angliába és 1786-ban alkalmazást kapott a kereskedelmi minisztériumban. Nagyszámú írásai közül megemlítendők: Political annals of the united colonies (London, 1780); On the comparative strength of Great Britain during the present and preceding reigns (uo. 1782 és 1786); Collection of treatises between Great Britain and other powers (uo. 1790, 2 köt.); Caledonia, or a topographical history of North Britain (uo. 1807., s azóta 4 köt.), mely utóbbi mű Skócia történetének igen alapos tanulmánya. Több jeles életrajzot is írt, név szerint Stuart Mária (London, 1818, 2 kötet, ném. Halberst. 1824) Daniel Defoe (1790), Thomas Ruddiman (1794) és Thomas Paine (1796) életrajzát. Síkra szállt Shakespeare hátrahagyott iratainak valódisága mellett (1796) és kiadta Allan Ramsay (1800) és David Lindsay (1807) költői műveit.